# Ambadra borneensis
Ambadra borneensis är en fjärilsart som beskrevs av Walter Karl Johann Roepke 1943. Ambadra borneensis ingår i släktet Ambadra och familjen tandspinnare. Inga underarter finns listade i Catalogue of Life.